# Fiend
Fiend, właściwie Richard Anthony Jones Jr. – amerykański raper z Nowego Orleanu. Były członek No Limit Records Mastera P, a także Ruff Ryders, w której miał zostać wydany jego album The Addiction. Zadebiutował albumem I Won’t Be Denied w 1995 dla Big Boy Records. W 1997 podpisał kontrakt z No Limit i wydał dwa albumy: There’s One in Every Family i Street Life. Współpracował z wieloma wykonawcami z No Limit. Wystąpił na multi-platynowym albumie Mastera P, Ghetto D. Jako jeden z Ruff Ryders wystąpił na Ryde or Die Vol. 3 i Kiss tha Game Goodbye Jadakissa. Wydał siedem solowych albumów.
Fiend założył swą własną wytwórnię, Fiend Entetainment (lub po prostu FE).

## Dyskografia
- Won't Be Denied (1995)
- There’s One in Every Family (1998)
- Street Life (1999)
- Can I Burn? (2000)
- Can I Burn? 2 (2003)
- Go Hard or Go Home (2004)
- The Addiction (2006)
- There’s One in Every Family 2 (2008)